# Ymer Vrioni
Ymer Vrioni pasa, albánul: Ymer Pasha Vrioni, nevének írásváltozata Omer Vrioni (1839–1928), albán politikus, 1921–1922-ben három hónapig az államfői jogköröket gyakorló Legfelsőbb Tanács tagja.
Bektási családból származott. Miután az ország vezetésében egyre nagyobb hatalmat megragadó Amet Zogu a nemzetgyűlésen keresztül lemondatta az 1920 óta regnáló Legfelsőbb Tanácsot, 1921. december 22-én az újjáalakuló testület bektási tagjává Vrionit választották (Sotir Peci, Ndoc Pistuli és Refiq Toptani mellett). A Zogu-ellenes lázongások bizonytalan légkörében azonban a Legfelsőbb Tanács Elbasanba menekült, s 1922. március 11-én Vrioni és Pistuli lemondott posztjáról.